# Ферма 2
Фе́рма 2 (каз. Ферма 2) — село у складі Майського району Павлодарської області Казахстану. Входить до складу Малайсаринського сільського округу.
Населення — 73 особи (2021; 71 у 2009, 97 у 1999, 260 у 1989).
Національний склад станом на 1989 рік:
- казахи — 100 %

У радянські часи село називалось також Жанасарай.